# Bilyana Raeva
Bilyana Ilieva Raeva, née le 12 juillet 1973 à Varna, est une femme politique bulgare.
Membre du Mouvement national pour la stabilité et le progrès, elle siège au Parlement européen de 2007 à 2009.